# Eschendorf
Eschendorf ist ein Stadtteil von Rheine. Mit über 11.000 Einwohnern ist Eschendorf der größte Stadtteil von Rheine. Eschendorf wird gegliedert in Eschendorf-Nord (nördlich des Hemelter Bachs) und Eschendorf-Süd. Im Nordteil liegt die Osnabrücker Straße, die Hauptverkehrs- und Geschäftsstraße mit dem Wahrzeichen von Eschendorf, der katholischen St.-Antonius-Basilika. Der Südteil (mit Stadtpark, Freibad, Jahnstadion, Kopernikus-Gymnasium und Friedhof) ist vorwiegend Wohngebiet. Östlich liegt der Flugplatz Rheine-Eschendorf.

## Geographie
Eschendorf liegt östlich der Innenstadt. Im Norden bildet die Altenrheiner Straße die Grenze zum Stadtteil Stadtberg und der Hopstener Damm die Grenze zum Stadtteil Altenrheine. Im Westen ist der Hemelter Bach die Grenze zum Südesch. Im Süden grenzt die Bahnstrecke Löhne–Rheine den Stadtteil gegenüber Gellendorf ab. Im Osten grenzt Eschendorf an Rodde.

## Söhne und Töchter
- Adolf Exeler (1926–1983), römisch-katholischer Geistlicher und Pastoraltheologe